# تريسي كينغ
تريسي كينغ (بالإنجليزية: Tracy King)‏ هو سياسي أمريكي، ولد في 9 نوفمبر 1960. حزبياً، نشط في الحزب الديمقراطي. وقد انتخب عضو مجلس نواب تكساس.

## وصلات خارجية
- الموقع الرسمي